# روجيه
روجيه 
نطق فرنسي: [ʁuʒe]  ( أنصت)
، (بالبريتانية: Ruzieg)‏ بلدية في مقاطعة لوار الأطلسية في غرب فرنسا ، بالقرب من رين.